# Miti Corona
La Miti Corona è una struttura geologica della superficie di Venere.